# Дифеза Гранде (Авелино)
Дифеза Гранде је насеље у Италији у округу Авелино, региону Кампанија.
Према процени из 2011. у насељу је живело 76 становника. Насеље се налази на надморској висини од 502 м.